# Chelostoma grande
Chelostoma grande är en biart som först beskrevs av Nylander 1852.  Chelostoma grande ingår i släktet blomsovarbin, och familjen buksamlarbin. Inga underarter finns listade i Catalogue of Life.